# Литвин, Виктор Юрьевич
Виктор Юрьевич Литвин (1938—2011) — советский и российский учёный-эпидемиолог, доктор биологических наук, профессор; член-корреспондент РАМН (1994).
Автор более 200 научных работ, в том числе трех монографий.

## Биография
Родился 14 ноября 1938 года в Москве в семье инженера, одного из организаторов отечественного тракторостроения.
Рано став сиротой, Виктор вынужден был начать работать и учиться в вечерней школе, которую окончил с золотой медалью. Уже с десяти лет он начал заниматься в Кружке юных биологов зоопарка, откуда вышли многие известные учёные СССР. После службы в Советской армии он поступил на вечернее отделение биологического факультета Московского государственного университета и навсегда связал свою жизнь с биологией и медициной.
Ещё будучи студентом МГУ, Виктор Литвин пришел в Научно-исследовательский институт эпидемиологии и микробиологии АМН СССР (ныне Национальный исследовательский центр эпидемиологии и микробиологии имени Н. Ф. Гамалеи), где начал трудиться лаборантом, а в 1967 году, окончив университет, поступил в аспирантуру к Заслуженному деятелю науки РСФСР, профессору В. В. Кучеруку. Работая в природных очагах лептоспирозов, под непосредственным руководством доктора биологических наук Е. В. Карасёвой, в 1970 году В. Ю. Литвин защитил кандидатскую диссертацию на тему «Методические принципы моделирования элементов эпизоотического процесса при нетрансмиссивных природноочаговых инфекциях». После этого стал ученым секретарём института и, совмещая административную работу с научными исследованиям, подготовил докторскую диссертацию на тему «Природный очаг инфекции как экологическая система : функциональный анализ и моделирование процессов», которую защитил в 1979 году.
С 1980 года Виктор Юрьевич работал заместителем директора по науке НИИЭМ им. Н. Ф. Гамалеи; одновременно, на протяжении более десяти лет, преподавал в МГУ им. М. В. Ломоносова. На протяжении многих лет был председателем диссертационного совета по специальности «Эпидемиология» и экспертом Высшей аттестационной комиссии. Под его руководством защищены восемь кандидатских и две докторские диссертации.
Умер 14 мая 2011 года в Москве.

## Заслуги
- За цикл исследований «Некультивируемые формы патогенных бактерий: механизмы индукции и эпидемиологическое значение» в составе авторского коллектива Виктор Юрьевич Литвин был удостоен диплома премии имени Н. Ф. Гамалеи РАМН.
- За вклад в общую паразитологию отмечен медалями Е. Н. Павловского и К. И. Скрябина.